# Resort sv. Markéty Prachatice
Resort sv. Markéty Prachatice, a.s., dříve Léčebné centrum sv. Markéty, a.s., je česká společnost ovládaná Ladislavem Markem.

## Historie
12. září 2001 založily město Prachatice, zastoupené starostou Janem Bauerem (ODS), a společnost PRACH-STAV, s.r.o. vlastněná podnikateli Pavlem Mádlem, Petrem Mádlem, Erikem Foltýnem a Vladimírem Kozlerem akciovou společnost Léčebné centrum sv. Markéty. Město Prachatice do společnosti vložilo nemovitosti oceněné znalcem Ladislavem Boškou na 8,1 milionů korun, společnost PRACH-STAV splatila peněžní vklad ve stejné výši. Společnost se tak stala vlastníkem pozemků o rozloze osm hektarů a několika budov.
2. července 2004 rozhodla valná hromada společnosti o zvýšení základního kapitálů o 16,8 milionu korun. Akcie byly nabídnuty jedinému zájemci Ladislavu Markovi, který jejich upsáním získal majoritní podíl ve společnosti (50,9 %). V květnu 2005 byl prohlášen konkurs na majetek společnosti PRACH-STAV, její podíl ve společnosti Léčebné centrum sv. Markéty získala lichtenštejnská společnost Saar International Trust. V září 2008 byla uzavřena Smlouva o podmínkách poskytnutí dotace z Regionálního operačního programu NUTS II Jihozápad v částce cca 70 milionů korun na financování wellness centra. Zastupitelstvo Jihočeského kraje schválilo kofinancování projektu částkou 35 milionů korun. Výběrové řízení na generálního dodavatele stavebních prací vyhrála společnost Metrostav. Byla založena dceřiná společnost Wellness sv. Markéta a.s., která by měla wellness centrum po jeho dokončení provozovat. Dále společnost přijala krátkodobý úvěr od Rilon International Trust ve výši 10 milionů korun s úrokovou sazbou 6 % p.a.
V roce 2009 došlo k navýšení vlastního kapitálu o 21 milionů korun a změně formy všech akcií na listinné akcie na majitele. Novým akcionářem se stala lichtenštejnská společnost Rilon International Trust Reg. zastoupená Markusem Manfredem Haslerem, která upsala akcie za 9,9 milionu korun. Město Prachatice se navýšení kapitálu neúčastnilo a jeho podíl poklesl na 15 %. K 31. prosinci 2016 činila kumulovaná ztráta společnosti 42 milionů korun.